# Diyanet

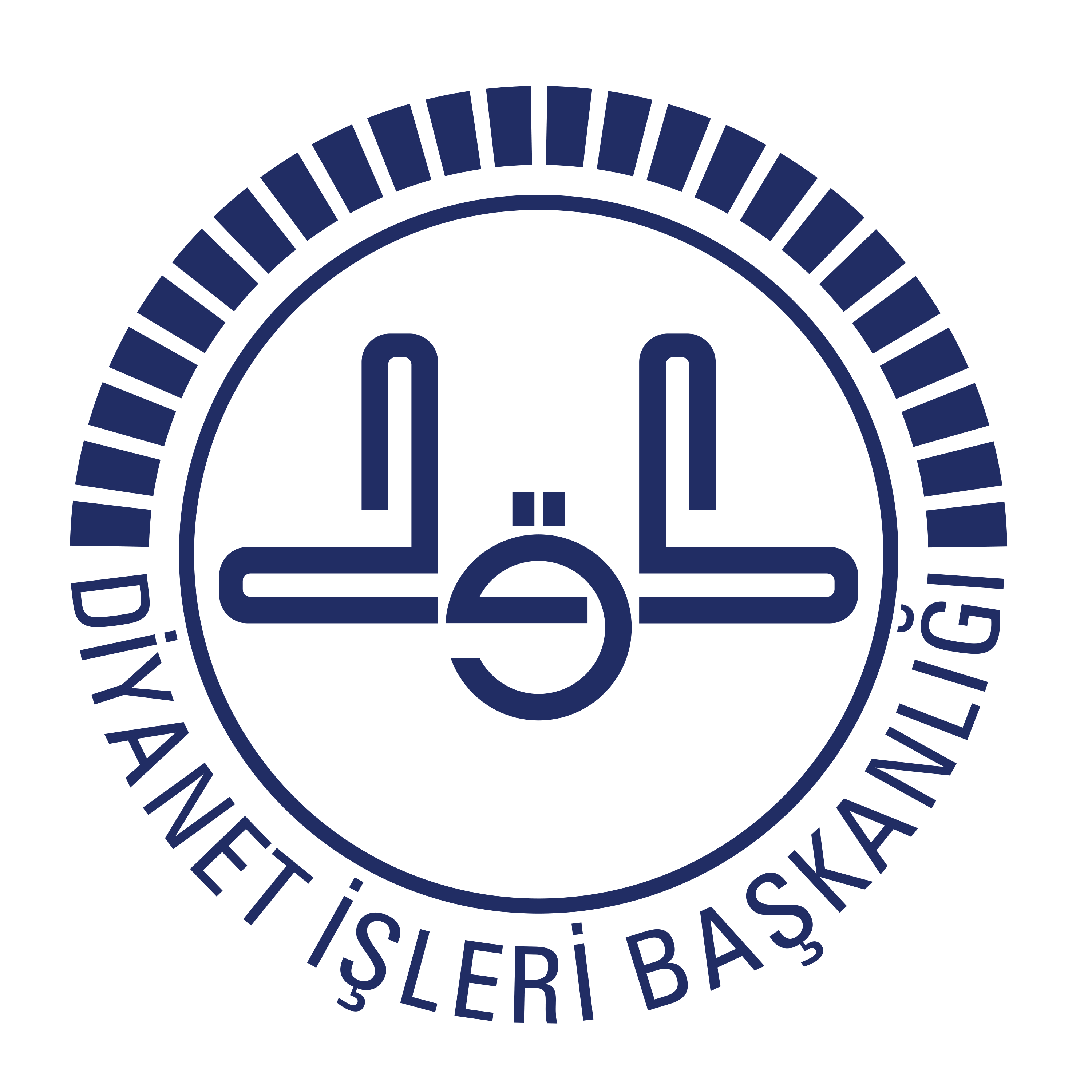
Diyanet logo

De Diyanet is het Turkse "Presidium voor Godsdienstzaken" (in het Turks: Diyanet İşleri Başkanlığı). Het woord diyanet is afgeleid van het Arabisch en betekent zoveel als "godsdienst". De Diyanet werd opgericht na het afschaffen van het kalifaat en de daarin bestaande functie van Şeyhülislam. 
Het Presidium van Religieuze Zaken (DIB) is opgericht op 3 maart 1924, in plaats van het Ministerie van Religieuze Zaken en Stichtingen. Het is verantwoordelijk voor het uitvoeren van de werken met betrekking tot de overtuigingen, aanbidding en morele principes van de religie van de islam, het voorlichten van de samenleving over religie en het beheren van gebedshuizen. Het werd opgericht als een organisatie aangesloten bij het Eerste Ministerie van de Republiek Turkije met de wet genummerd 429 in opdracht van Mustafa Kemal Atatürk. Het werd op 9 juli 2018 aan het voorzitterschap van de Republiek Turkije toegevoegd.
Als instituut valt het Presidium onder het ministerie van Algemene Zaken, en als zodanig onder de Turkse eerste minister. De Diyanet wordt geleid door een algemeen directeur. Sinds 17 september 2017 is dat Ali Erbaş.
Alle imams die via het directoraat worden opgeleid zijn overheidsdienaren. In het jaar 2007 stelde de Diyanet 84.195 mensen tewerk, onder wie 60.641 imams, die 79.096 moskeeën bedienden.
De Diyanet biedt ook diensten voor de in het buitenland wonende moslims. De imams onder de Islamitische Stichting Nederland worden door Diyanet gezonden. Het merendeel van de Turkse moskeeën in Nederland maakt hiervan deel uit. In België vallen sinds 1982 62 van de meer dan 100 Turkse moskeeën onder de Belçika Türk İslam Diyanet Vakfı (BTİDV). In Nederland zijn dit er 146.

## Voorzitters
- Mehmet Rifat Börekçi (1924-1941)
- Ord. Prof. Şerafettin Yaltkaya (1941-1947)
- Ahmet Hamdi Akseki (1947-1951)
- Eyüp Sabri Hayırlıoğlu (1951-1960)
- Ömer Nasuhi Bilmen (1960-1961)
- Hasan Hüsnü Erdem (1961-1964)
- Mehmet Tevfik Gerçeker (1964-1965)
- İbrahim Bedrettin Elmalılı (1965-1966)
- Ali Rıza Hakses (1966-1968)
- Lütfi Doğan (1968-1972)
- Dr. Lütfi Doğan (1972-1976)
- Prof. Dr. Süleyman Ateş (1976-1978)
- Dr. Tayyar Altıkulaç (1978-1986)
- Prof. Dr. Mustafa Sait Yazıcıoğlu (1986-1992)
- Mehmet Nuri Yılmaz (1992-2003)
- Ali Bardakoğlu (2003-2010)
- Mehmet Görmez (2010-2017)
- Ali Erbaş (2017-heden)